# Campeonato Nacional de fútbol de Pueblos Originarios
El Campeonato Nacional de Fútbol de Pueblos Originarios (Copa ANPO) es un torneo de fútbol para pueblos indígenas de América del Sur realizado en Chile. Es organizado por la Asociación Nacional de Pueblos Originarios y por la Corporación Nacional de Desarrollo Indígena (Conadi).
El torneo inaugural se disputó en 2012 y contó con la participación de seis equipos. Rapa Nui se consagró campeón tras ganar en los penales al equipo Mapuche después de un empate de 2-2.
La segunda edición se disputó en 2013, y contó con la participación de 8 equipos. Huilliche salió campeón tras ganar en la final al equipo Mapuche por el marcador de 3-0.
La tercera edición se disputó en 2015, contó con la participación de 8 equipos. La selección Mapuche se consagró campeón después de dos subcampeonatos seguidos. Mapuche le ganó por la mínima al seleccionado Aimara, tanto de Richard Ñancuvilu a los 5 minutos del primer tiempo.

## Palmarés
| Año          | Sede                  | Campeón   | Final Resultado | Subcampeón | Tercer lugar | Resultado | Cuarto lugar |
| ------------ | --------------------- | --------- | --------------- | ---------- | ------------ | --------- | ------------ |
| 2012 Detalle | Santiago              | Rapa Nui  | 2:2 4:2 penales | Mapuche    | Pehuenche    | 1:0       | Lican Antay  |
| 2013 Detalle | Limache               | Huilliche | 3:0             | Mapuche    | Rapa Nui     | 3:0       | Quechuas     |
| 2015 Detalle | Villarrica, Galvarino | Mapuche   | 1:0             | Aimara     | Rapa Nui     | 4:1       | Kawésqar     |

## Títulos por equipo
| Equipo      | Campeón  | Subcampeón     | Tercer lugar   | Cuarto lugar |
| ----------- | -------- | -------------- | -------------- | ------------ |
| Mapuche     | 1 (2015) | 2 (2012, 2013) | 0              | 0            |
| Rapa Nui    | 1 (2012) | 0              | 2 (2013, 2015) | 0            |
| Huilliche   | 1 (2013) | 0              | 0              | 0            |
| Aimara      | 0        | 1 (2015)       | 0              | 0            |
| Pehuenche   | 0        | 0              | 1 (2012)       | 0            |
| Lican Antay | 0        | 0              | 0              | 1 (2012)     |
| Quechuas    | 0        | 0              | 0              | 1 (2013)     |
| Kawésqar    | 0        | 0              | 0              | 1 (2015)     |

## Clasificación general
Actualizado a la edición 2015. 
| Equipo | Equipo      | Part. | Pts | PJ | PG | PE | PP | GF | GC | Dif |
| ------ | ----------- | ----- | --- | -- | -- | -- | -- | -- | -- | --- |
| 1      | Mapuche     | 3     | 33  | 14 | 10 | 3  | 1  | 60 | 13 | +47 |
| 2      | Rapa Nui    | 3     | 31  | 14 | 10 | 1  | 3  | 49 | 18 | +31 |
| 3      | Huilliche   | 2     | 19  | 9  | 6  | 1  | 2  | 34 | 10 | +24 |
| 4      | Aimara      | 3     | 17  | 10 | 5  | 2  | 3  | 27 | 14 | +13 |
| 5      | Kawésqar    | 2     | 10  | 8  | 3  | 1  | 4  | 17 | 29 | -12 |
| 6      | Quechuas    | 2     | 9   | 9  | 2  | 3  | 4  | 24 | 28 | -4  |
| 7      | Lican Antay | 3     | 6   | 12 | 2  | 0  | 10 | 8  | 45 | -37 |
| 8      | Pehuenche   | 1     | 3   | 4  | 1  | 0  | 3  | 5  | 11 | -6  |
| 9      | Kolla       | 2     | 1   | 8  | 0  | 1  | 7  | 5  | 48 | -43 |
| 10     | Wariache    | 1     | 0   | 2  | 0  | 0  | 2  | 1  | 14 | -13 |

## Desempeño
| Años \ Equipos | 2012 (6) | 2013 (8) | 2015 (8) | Part. |
| -------------- | -------- | -------- | -------- | ----- |
| Mapuche        | 2º       | 2º       | 1º       | 3     |
| Rapa Nui       | 1º       | 3º       | 3º       | 3     |
| Huilliche      | ×        | 1º       | 5º       | 2     |
| Aimara         | Desc.    | 5º       | 2º       | 3     |
| Kawésqar       | ×        | 5º       | 4º       | 2     |
| Quechuas       | ×        | 4º       | 7º       | 2     |
| Pehuenche      | 3º       | ×        | ×        | 1     |
| Lican Antay    | 4º       | 7º       | 8º       | 3     |
| Wariache       | 5º       | ×        | ×        | 1     |
| Kolla          | ×        | 8º       | 6º       | 2     |

### Simbología
| - 1º – Campeón - 2º – Finalista - 3º – 3º Lugar | - 4º – 4º Lugar - × – No participó - Desc. – Descalificado |